# Estádio Víctor Della Valle
Estádio Víctor Della Valle é um estádio de futebol do Uruguai que fiza sediado em Montevidéu. Tem capacidade para 6.000 pessoas e pertence ao El Tanque Sisley.